# The Devil and Daniel Webster
The Devil and Daniel Webster (El hombre que vendió su alma) es una película de fantasía de 1941, adaptada por Stephen Vincent Benét y Dan Totheroh a partir del cuento de Benét The Devil and Daniel Webster. El título de la película fue cambiado a All That Money Can Buy para evitar la confusión con otra película lanzada por RKO ese año, The Devil and Miss Jones, aunque más tarde se restauró el título en algunas copias. También se ha difundido bajo los títulos Mr. Scratch, Daniel and The Devil y Here Is a Man.
Fue protagonizada por Edward Arnold, Walter Huston y James Craig, y dirigida por el actor y director alemán William Dieterle, quien bajo su nombre original, Wilhelm Dieterle, desempeñó un papel destacado en la versión épica de F. W. Murnau de Fausto en 1926 y en esta ocasión sitúa la misma temática en una zona rural de New Hampshire en los años 1840.

## Sinopsis
En 1840, el granjero Jabez Stone (James Craig) del pequeño pueblo de Cross Corners, New Hampshire, está plagado de mala suerte contínua, con deudas con el prestamista local Miser Stevens y a punto de encerrarse en su finca, ha alcanzado el límite de su resistencia. Tras una serie de percances, impulsivamente declara que vendería su alma al diablo por dos centavos, y al día siguiente un extraño, que se hace llamar Sr. Scratch (Walter Huston), aparece y le ofrece una ganga: vender su alma a cambio de siete años de buena suerte y prosperidad. Scratch le tienta revelando mágicamente un tesoro de monedas de oro de Hesse, e incapaz de resistir el señuelo firma el contrato. Comienza su nueva vida con esperanza, pagando sus deudas, comprando nuevas herramientas, suministros y ropa para su esposa y madre. Mientras las mujeres están de compras, se reúne y traba amistad con el famoso congresista por New Hampshire y orador Daniel Webster (Edward Arnold), amigo de la familia de su esposa, y una figura ampliamente admirada que defiende la causa de los campesinos más humildes, que también está siendo tentado por el Sr. Scratch a vender su alma, a cambio de cumplir su ambición de convertirse en presidente.
A medida que pasa el tiempo, la creciente riqueza del granjero comienza a cambiarle y se aleja de su devota esposa Mary (Anne Shirley) y su piadosa madre (Jane Darwell). Cuando sólo sus cosechas se salvan de una tormenta de granizo, hace firmar a sus desesperados vecinos contratos financieros onerosos; y más tarde, cuando la gente del pueblo celebra la cosecha en su granero, Mary da a luz a su primer hijo, a quien llaman Daniel en honor del señor Webster, pero minutos más tarde, Jabez descubre que la chica del pueblo que habían contratado como criada ha desaparecido. En su lugar, encuentra a la bella y siniestra Belle (Simone Simon), enviada por el Sr. Scratch, que lo encandila, lo que genera riñas entre él y su esposa. Además deja de ir a la iglesia y, después de que su familia lo abandona, organiza secretamente partidas de póquer en su casa. A medida que su hijo Daniel crece, cae también bajo la influencia maligna de Belle, que lo convierte en un mocoso consentido y desobediente.
Cuando el señor Scratch aparece y reclama el alma de Stone en el momento señalado este negocia por más años pero Scratch rechaza una extensión, así que Stone contrata al destacado abogado y orador Daniel Webster para sacarlo del trato y todos acuerdan un juicio para resolver el caso. El Sr. Scratch elige a los miembros del jurado de entre los hombres más notoriamente malvados de la historia estadounidense (incluyendo a Benedict Arnold) con John Hathorne (uno de los magistrados de los juicios de Salem) como juez. Cuando Webster protesta, el Sr. Scratch señala que eran «todos estadounidenses». Con su propia alma ahora en riesgo, Webster procede a defender a Jabez Stone, quien es acusado de incumplimiento de contrato.
Wester comienza afirmando que «El señor Stone es ciudadano estadounidense, y ningún ciudadano estadounidense puede ser obligado a ponerse al servicio de un príncipe extranjero. Luchamos contra Inglaterra por eso y lucharemos hasta el infierno por eso nuevamente» y que envidia al jurado porque, como estadounidenses, estaban presentes en el nacimiento de una nación, parte de una herencia que nacieron para compartir. Desafortunadamente, fueron engañados como Jabez Stone, atrapados en su deseo de rebelarse contra su destino, pero ¿qué darían para tener otra oportunidad? Webster explica que es el derecho eterno de todos, incluido el jurado, de levantar los puños contra sus destinos, pero cuando eso sucede, uno se encuentra en una encrucijada. Ellos tomaron el camino equivocado, como lo hizo Stone, pero él lo ha descubierto a tiempo, y esta noche él está allí para salvar su alma. Daniel le pide al jurado que le dé a Stone otra oportunidad de caminar sobre la tierra, ¿qué darían para ver esas cosas que recuerdan? Eran todos hombres una vez, respirando el aire americano limpio, que era libre y sopló a través de la tierra que amaron.
Webster comienza a exponer sobre la virtud de las cosas simples y buenas - «... la frescura de una buena mañana ... el sabor de la comida cuando tienes hambre ... el nuevo día que es cada día cuando eres un niño ...»- y cómo, sin el alma, esas cosas están enfermas. Le recuerda al jurado que el Sr. Scratch les había dicho que el alma no significaba nada, y que le creyeron y perdieron su libertad. A continuación, Webster habla sobre la «libertad» como no sólo una gran palabra: «Es la mañana, el pan, y el sol resucitado ...», fue la razón para hacer el viaje a América. Se cometieron errores, pero de cosas malas y correctas ha llegado una cosa nueva: un hombre libre con una libertad que incluye su propia alma. Sin embargo, ¿cómo puede el jurado estar del lado del opresor, cuando Stone es un hermano, un compatriota americano? Webster entonces implora al jurado que deje a Stone coservar su alma, que, después de todo, no le pertenece solamente a él, sino a su familia y país. «No dejéis que el país se vaya al diablo», ruge Daniel Webster, «liberad a Stone».
Después de unos momentos, Hathorne pide al jurado su veredicto y, en respuesta, el capataz desgarra el contrato, liberando a Jabez de su trato. Webster entonces patea al Sr. Scratch, y como es expulsado, el demonio promete que nunca cumplirá su ambición de convertirse en presidente de los Estados Unidos. Scratch se sienta solo en la escena final, resignado, hojeando un cuaderno. Lo guarda y luego rompe la cuarta pared, moviendo su mirada hasta que se detiene y mira hacia adelante, dando el efecto de apuntar directamente al espectador, y sonríe maliciosamente mientras la película se desvanece.

## Elenco
| Actores/Actrices      | Personajes                         |
| --------------------- | ---------------------------------- |
| Edward Arnold         | Daniel Webster                     |
| Walter Huston         | Señor Scracht                      |
| James Craig           | Jabez Stone                        |
| Anne Shirley          | Mary Stone                         |
| Jane Darwell          | Ma Stone                           |
| Simone Simon          | Belle                              |
| H. B. Warner          | John Hathorne                      |
| Alec Craig            | Eli Higgins                        |
| George Alan Cleveland | Cy Bibber                          |
| Lindy Wade            | Daniel Stone                       |
| Sony Bupp             | Martin Von Aldrich (no acreditado) |
| Jeff Corey            | Tom Sharp (no acreditado)          |

## Adaptaciones
En la historia original, Webster lamenta la ausencia de Benedict Arnold; en la película, Arnold está presente y Webster se opone, citándolo como un traidor y, por lo tanto, no como un verdadero americano, pero su objeción es desestimada por el juez. El personaje de Asa El Monje Negro es inventado para la película junto con el de John Smeet que aparece en un escena eliminada. Los escritores también eliminaron otras predicciones de Scratch sobre el último discurso de Webster y las muertes de sus hijos en la Guerra Civil Americana. Scratch tiene una forma de expresarse más suave en la historia y el personaje de Belle aparece en la película pero no en la historia original.

## Premios y candidaturas
Joseph H. August fue candidato al Premio de la Academia a la mejor fotografía y Walter Huston fue candidato por mejor actor. Bernard Herrmann ganó el Premio de la Academia por mejor música/banda sonora de película dramática. Además de su partitura musical original, Herrmann también incorporó varias melodías folclóricas tradicionales incluyendo Devil's Dream, Springfield Mountain y una versión diabólica de Pop Goes The Weasel tocada en el violín por el señor Scratch.

### En la historia del cine
El American Film Institute la presentó como candidata a: 
| Año  | Candidatura                                                             |
| ---- | ----------------------------------------------------------------------- |
| 2005 | AFI's 100 años de bandas sonoras                                        |
| 2008 | AFI's 10 Top 10                                                         |
| 2010 | Top 100 de mejores de películas de fantasía del American Film Institute |

## En la cultura popular
1. Los Simpson recrearon la escena del juicio en el especial de Halloween de 1993 Treehouse of horror IV. Se tituló El diablo y Homer Simpson e incluyó un caso judicial donde aparecían los «traidores estadounidenses», nuevamente con la presencia de Benedict Arnold, pero esta vez con Barbanegra, John Wilkes Booth, Lizzie Borden, John Dillinger, Richard Nixon y los Philadelphia Flyers de 1976. El diablo fue interpretado por Ned Flanders.
2. La letra de la canción de Bad Moon Rising está inspirada en una escena de esta película.[2]
3. La película Atajo hacia la felicidad (Shortcut to Happiness) de 2003, es un remake modernizado e inspirado en la película de 1941 protagonizado por Alec Baldwin, Jennifer Love Hewitt, Dan Aykroyd, Kim Cattrall y Anthony Hopkins.[3]